# Smęcino
Smęcino (do 1945 r. niem. Schmenzin) – wieś w północno-zachodniej Polsce, położona w województwie zachodniopomorskim, w powiecie białogardzkim, w gminie Tychowo. W latach 1975–1998 wieś należała do woj. koszalińskiego. Według danych UM, na dzień 31 grudnia 2014 roku wieś miała 135 stałych mieszkańców.
Oprócz Smęcina sołectwo tworzą dwie miejscowości: Dzięciołowo oraz Wełdkowo.

## Położenie
Wieś leży w odległości około 12 kilometrów na wschód od Tychowa, między Wełdkowem a miejscowością Ujazd, ok. 1 km na południe od drogi wojewódzkiej nr 169.

## Historia
Dawny majątek rycerski, będący lennem rodu von Kleist, który pozostał ich własnością do końca II wojny światowej. W poł. XIX wieku Smęcino obok Tychowa i Wicewa było jednym z trzech największych majątków okręgu białogardzkiego i liczyło 544 osób. Działała tutaj gorzelnia i tartak. Po wojnie majątek ten upaństwowiono i powstał tam PGR.

## Zabytki

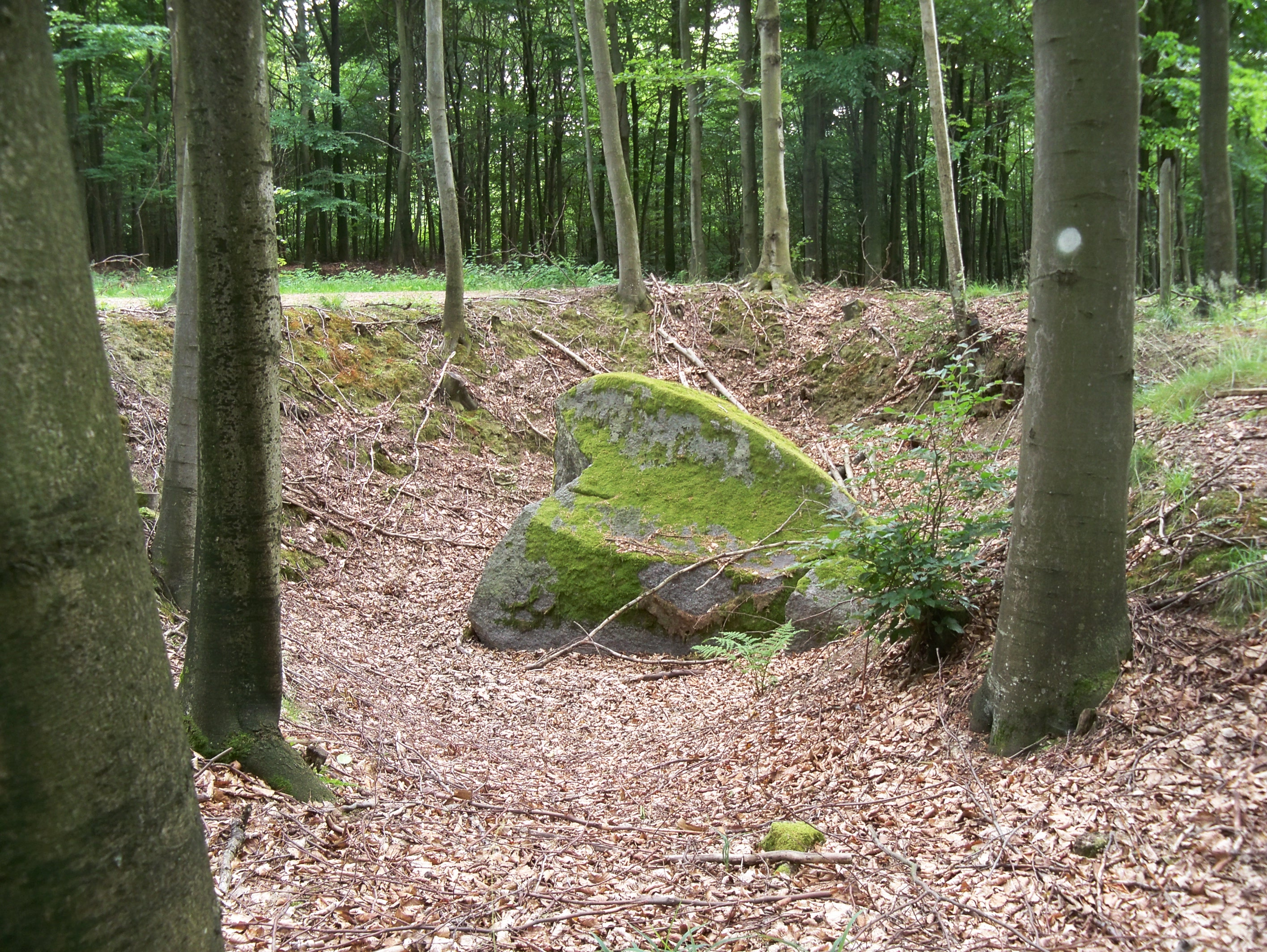
Głaz pod Smęcinem

Do wojewódzkiego rejestru zabytków wpisany jest:
- zespół dworski z XIX wieku:
- ruiny parterowego dworu, neogotyckiegom zbudowanego w latach 1854–1856, przebudowanego w latach 70. XIX wieku. Budynek parterowy, kryty wysokim dachem dwuspadowym  z ryzalitem 3-kondygnacyjnym w osi elewacji frontowej, mieszczącym reprezentacyjne wejście oraz klatkę schodową zapewniającą komunikację z mieszkalnym poddaszem. W piwnicach mieściły się pomieszczenia gospodarcze. Parter przeznaczony był na cele reprezentacyjne. Do elewacji ogrodowej przylegała weranda, zapewniająca łączność z częścią rekreacyjną założenia.
- park krajobrazowy o powierzchni 2,5 ha, który spełniał funkcję rekreacyjną, stanowił miejsce wypoczynku i relaksu. W drzewostanie wyróżnia się szereg gatunków drzew, których wiek ocenia się na 80-140 lat

inne obiekty:
- nieczynny cmentarz, założony w drugiej połowie XIX wieku
- pomnik przyrody - głaz polodowcowy o obw. 11 m i wysokości 1,9 m[6] znajduje się w lesie w odległości około 2,2 km na południowy wschód od drogi wojewódzkiej nr 169.

## Osoby urodzone w Smęcinie
- Ewald-Heinrich von Kleist-Schmenzin (1922-2013) - aktywny przeciwnik Hitlera, organizator Monachijskiej Konferencji Polityki Bezpieczeństwa, syn Ewalda von Kleist-Schmenzin.

## Ciekawostka
Do roku 1960 stał we wsi kościół szachulcowy, ale ze względu na zły stan techniczny został rozebrany. Jeden z dwóch dzwonów kościoła o obw. 74 cm, wyprodukowany przez firmę SCHUMACHER ze Szczecinka, spełnia nadal swoje zadanie w kościele ewangelickim Johanneskirche, w niemieckim mieście Remscheid.

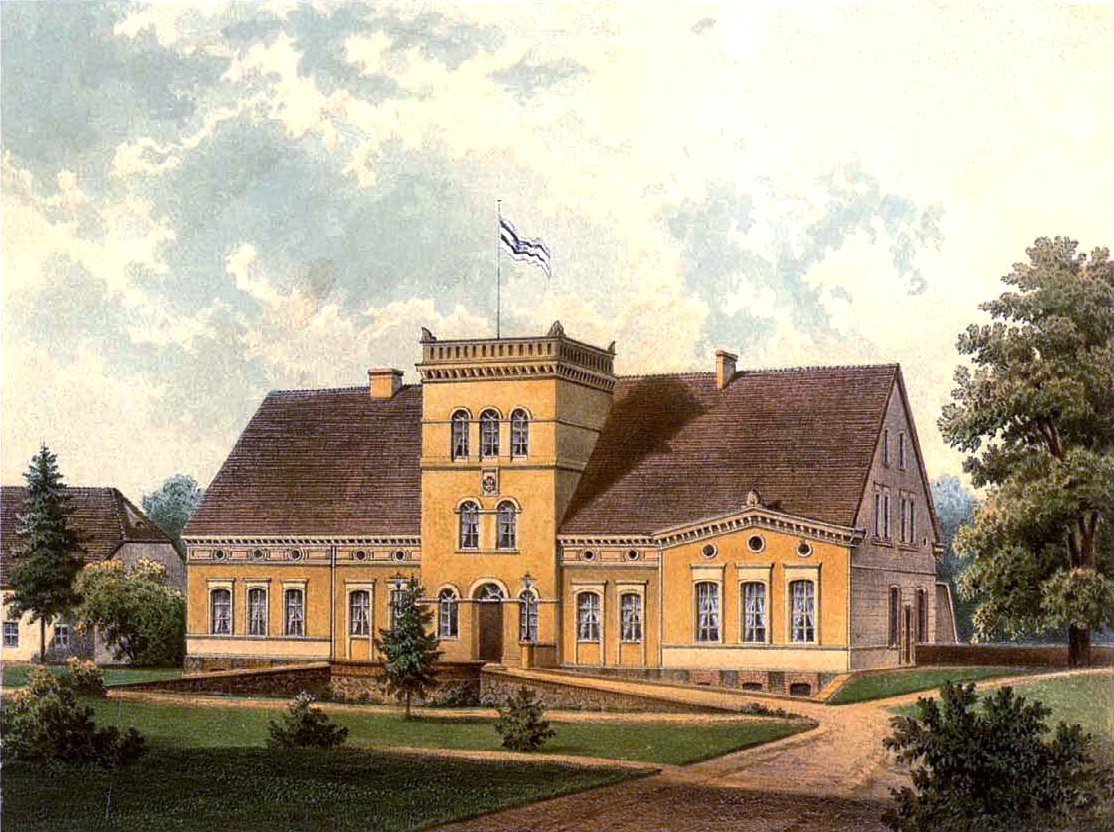
Majątek rycerski Smęcino (Rittergut Schmenzin), dokument pochodzi z okresu 1857 - 1883.